# Stevia melissiaefolia
Stevia melissiaefolia là một loài thực vật có hoa trong họ Cúc. Loài này được (DC.) Sch. Bip. miêu tả khoa học đầu tiên năm 1852.